# Mihály Lantos
Mihály Lantos, född 29 september 1928 i Budapest, död 31 december 1989 i Budapest, var en ungersk fotbollsspelare.
Lantos blev olympisk guldmedaljör i fotboll vid sommarspelen 1952 i Helsingfors.